# Coelogyne nitida
Espèce
Statut CITES
Coelogyne nitida est une espèce d'orchidées du genre Coelogyne originaire d'Asie.